# وایند هلاس
وایند هلاس (انگلیسی: Wind Hellas) شرکت مخابرات یونانی است، که در سال ۱۹۹۲ تأسیس شد.